# Zelenogorsk (Petrohrad)
Zelenogorsk (rusky Зеленогорск do roku 1948 Terioki) je lázeňské město v Leningradské oblasti Ruska. Leží 50 km severozápadně od Petrohradu na severním pobřeží Finského zálivu. Žije zde 15 208 obyvatel (2021).

## Geografie

### Reliéf
Město se táhne 13 km podél severního pobřeží Něvské zátoky ve Finském zálivu Baltského moře. Pro přírodní krajinu v městě a jeho okolí jsou typické zalesněné kopce a spousta říčních údolí a jezírek. Zelenogorsk je obklopen písečnou pláží širokou až 160 m. 12 km od města je Simaginskoje jezero s oblíbenými plážemi.

### Podnebí
Klima Zelenogorsku je mírné a vlhké, přechází zde mořské klima po pevninské. Délka dne se pohybuje od 5 hodin 51 minut (22. prosince) do 18 hodin 50 minut (22. června). Počasí je zde velmi proměnlivé, zejména na podzim a v zimě. Zima je zde mírná s převážně oblačným počasím. Sníh přichází ve druhé polovině listopadu a mizí v polovině dubna. Jaro přichází pozdě a je delší. Léta jsou mírně teplá, často se střídají sluneční a deštivé dny. Podzim je zamračený a mlhavý. Roční srážky jsou asi 650 mm, zejména v červnu až srpnu.

## Historie

### Švédské období (1323–1721)
V letech 1323 až 1721 byla oblast budoucího Zelenogorsku součástí Švédského království. Existovala zde malá rybářská vesnice Terioki, která je poprvé zmíněna v roce 1548 v souvislosti s výnosem švédského krále Gustava Vasy o popravě místních pašeráků. Mezi popravenými zločinci je zmíněn i jistý Antti z Terioku. V 16. století patřila rybářská osada Terioki do farnosti Uusikirkko a existovaly zde tři rolnické dvorce, které podléhaly zdanění. V polovině 17. století je v Terioki zmiňováno 29 rolnických stavení platících daně.

### Ruské období (1721–1918)
V roce 1721, po podepsání nystadské mírové smlouvy, která ukončila velkou severní válku, se rozsáhlé území u Baltského moře, včetně Terioki, stalo součástí Ruska. Rybářská osada Terioki byla zahrnuta do Vyborské gubernie. Osadou procházela poštovní trať do Vyborgu.
V roce 1848 měla Terioki 36 domů a malou továrnu na mýdlo. V roce 1870, po otevření tzv. finské železnice (z Petrohradu do Riihimäki), vzniklo v Terioki první nádraží. Pro bohatší obyvatele Petrohradu se díky železnici stalo Terioki velmi zajímavou destinací a začali se zde stavět odpočinkové chaty pro Petrohraďany. Vesnice se rychle rozrůstala. V letních měsících zde žilo až 10 tis. obyvatel z Petrohradu, někteří z nich zde zůstávali přes celý rok.
V roce 1880 byl v Terioki postaven první dřevěný pravoslavný kostel. V roce 1882 byla v osadě otevřena první finská škola a v roce 1886 první ruská škola. V roce 1897 v Terioki žilo 2 979 lidí, z toho 40 % Rusů.
V prvních letech 20. století bylo Terioki největší letní chatovou osadou na pobřeží Finského zálivu. Celoročně zde žilo až 3 500 obyvatel a v létě sem dojíždělo 55 000 lidí z Petrohradu.
Během ruské revoluce v roce 1905 se v Terioki nacházely tajné byty ústředního výboru Ruské sociálně demokratické dělnické strany a dalších revolučních stran a skupin. V Terioki existovaly tajné překladiště pro zakázanou literaturu a zbraně. Jeden z tajných bytů zde měl i Vladimír Iljič Lenin, který zde pořádal tajná setkání a konference.
V roce 1912 byla do osady zavedena elektřina. Převážnou část vlastníků a nájemců letních chat tvořili obchodníci, průmyslníci, bohatá šlechta, úředníci a inteligence z Petrohradu. Své chaty zde měli například admirál Makarov, spisovatelé Leonid Nikolajevič Andrejev, Vikentij Veresajev, Michail Saltykov, vědci Ivan Petrovič Pavlov, Dmitrij Ivanovič Mendělejev a mnozí další.

### Finské období (1918–1940)
V polovině května 1918, v důsledku rusko-finské války, bylo Terioki postoupeno Finsku. Mírová smlouva z Tartu mezi Finskem a Sovětským Ruskem v roce 1920 potvrdila, že Terioki zůstalo součástí Finska.
Během ruské občanské války v letech 1918–1922 kotvily v Terioki britské torpédové čluny a vzlétaly odsud hydroplány, které prováděly nálety na Kronštadt.
Ve 30. letech finský stát oživoval rekreační oblasti na pobřeží Terioki. Mnoho opuštěných ruských chat bylo obnoveno a zrekonstruováno na penziony. Terioki se stalo vyhlášenou rekreační osadou nejen pro Finy, ale i pro Švédy a Dány. Do Terioki pravidelně na léto jezdívaly důležité finské kulturní osobnosti jako například Kersti Bergrot, Mika Waltari a Eino Leino.
V důsledku Zimní války bylo v roce 1940 Terioki připojeno k SSSR. Během války odešlo místní finské obyvatelstvo do Finska, vesnice byla zcela zničena a v roce 1940 ji začali osidlovat osadníci z různých oblastí SSSR.

### Sovětské období (1940–1991)
Během Velké vlastenecké války od 31. srpna 1941 do 11. června 1944 bylo Terioki pod kontrolou Finů. SSSR získal nad městem kontrolu během tzv. Vyborské ofenzivní operace.
28. června 1946 se ústřední výbor KSSS rozhodl obnovit ekonomiku Karelské šíje, včetně Terioki. Bylo obnoveno železniční spojení s Leningradem. 14. listopadu 1946 bylo Terioki povýšeno na město a v roce 1948 přejmenováno na současný název – Zelenogorsk.
V roce 1951 dorazil do Zelenogorsku první elektrický vlak.

### Moderní doba (od roku 1991)
Rozpad SSSR neměl na město negativní vliv. Lázně a sanatoria v Zelenogorsku se i nadále rozvíjela. Došlo k obnově poničených pravoslavných a luteránských kostelů.
V roce 2008 byl ve městě otevřen jachtařský klub.

## Ekonomika
V Zelenogorsku neexistuje žádný průmysl. Je zde rozvinutá síť nákupních středisek, obchodních domů, restaurací a kaváren.
Po městě jezdí 12 autobusových linek a je zde pravidelné autobusové spojení s Petrohradem, které obě města propojuje.
Ve městě jsou přímořské klimatické koupele, které patří do petrohradské koupelové rekreační oblasti. Jsou zde sanatoria, penziony, léčebné domy. Léčí se tu nemoci krevního oběhu a následky tuberkulózy.

## Galerie

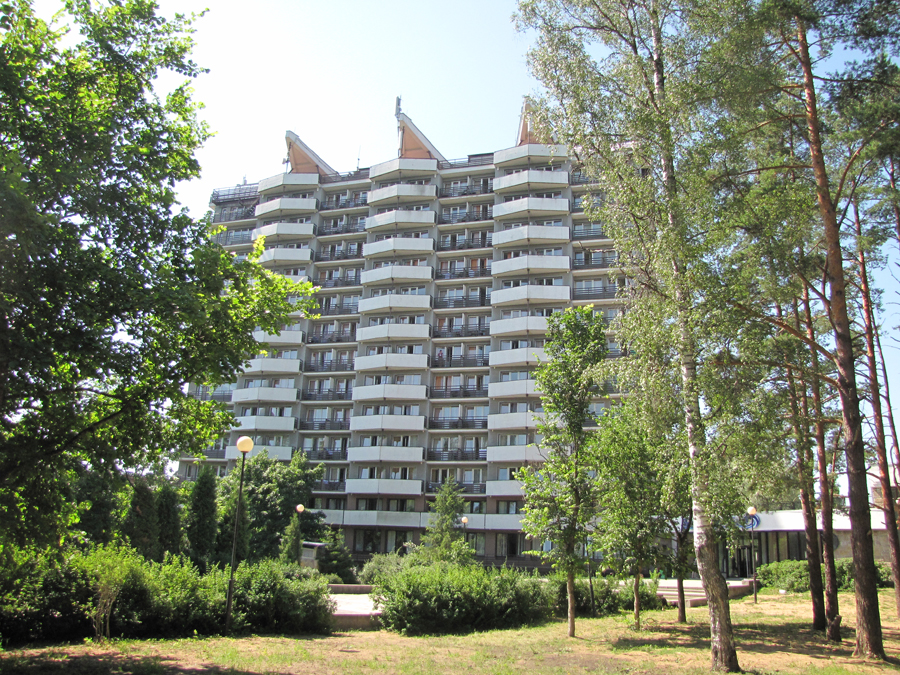
Sanatorium Baltický Břeh (rok 2010)
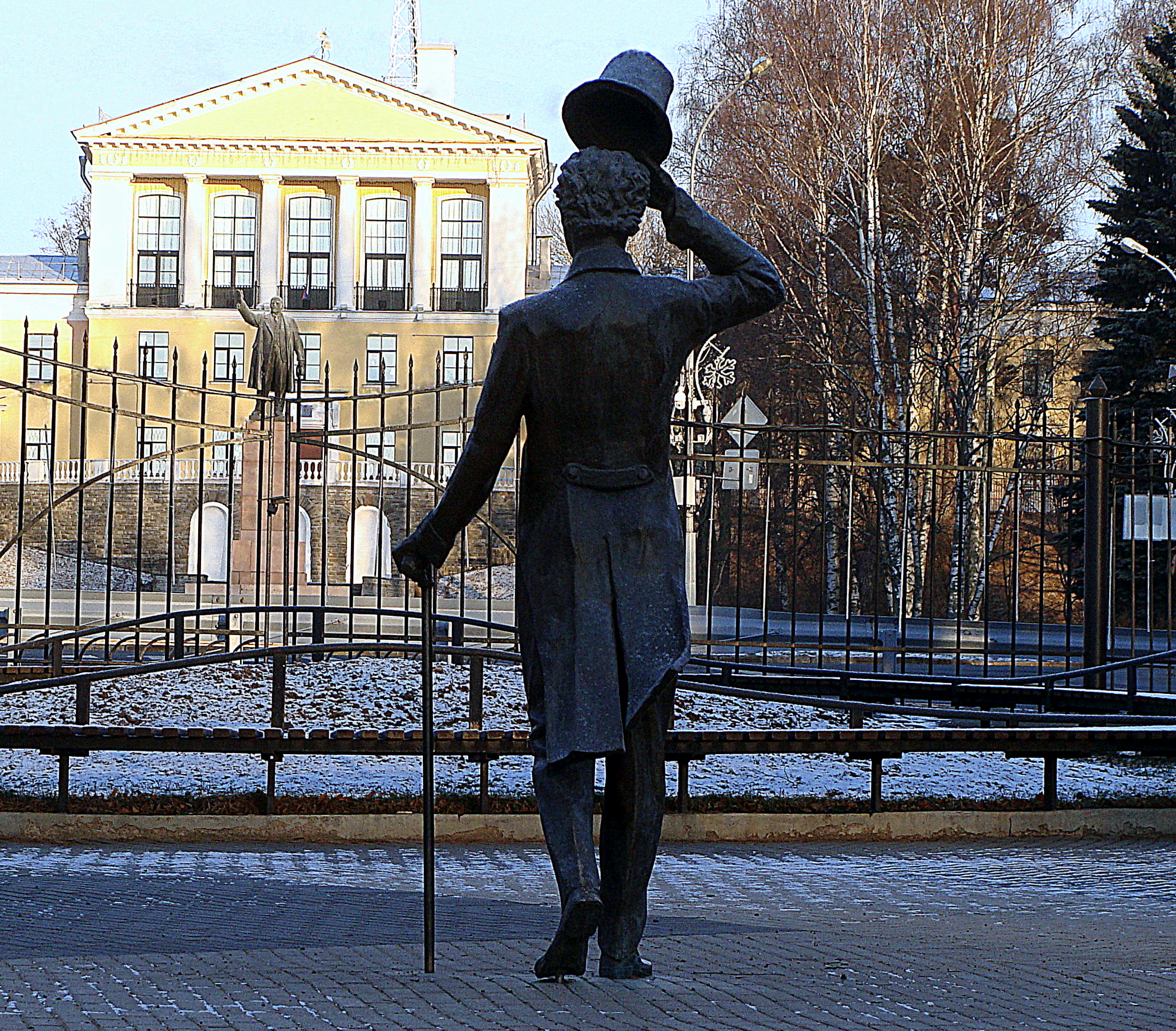
Socha Lenina (rok 2016)
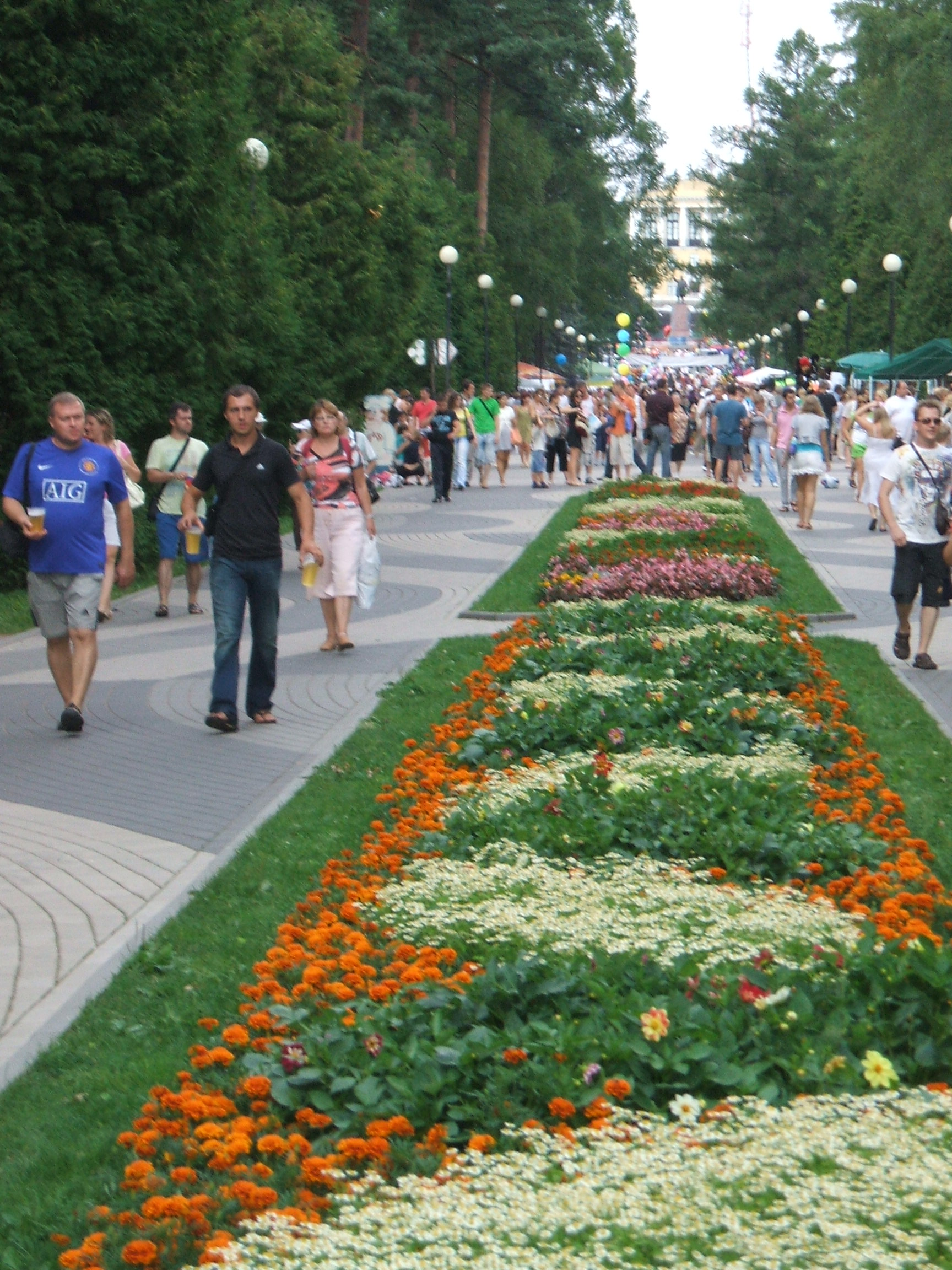
Zelenogorský park (rok 2010)
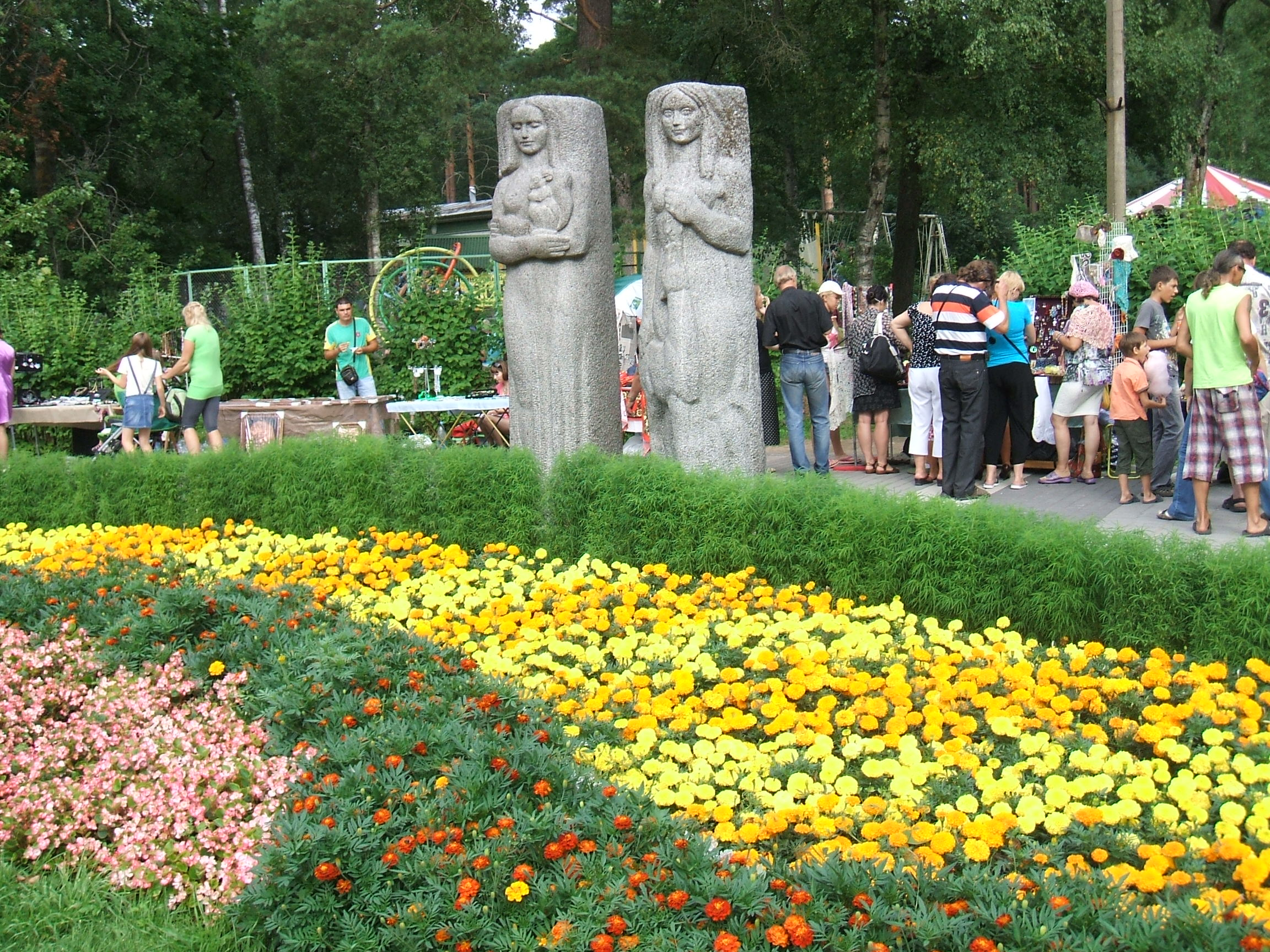
Park v Zelenogorsku (rok 2010)
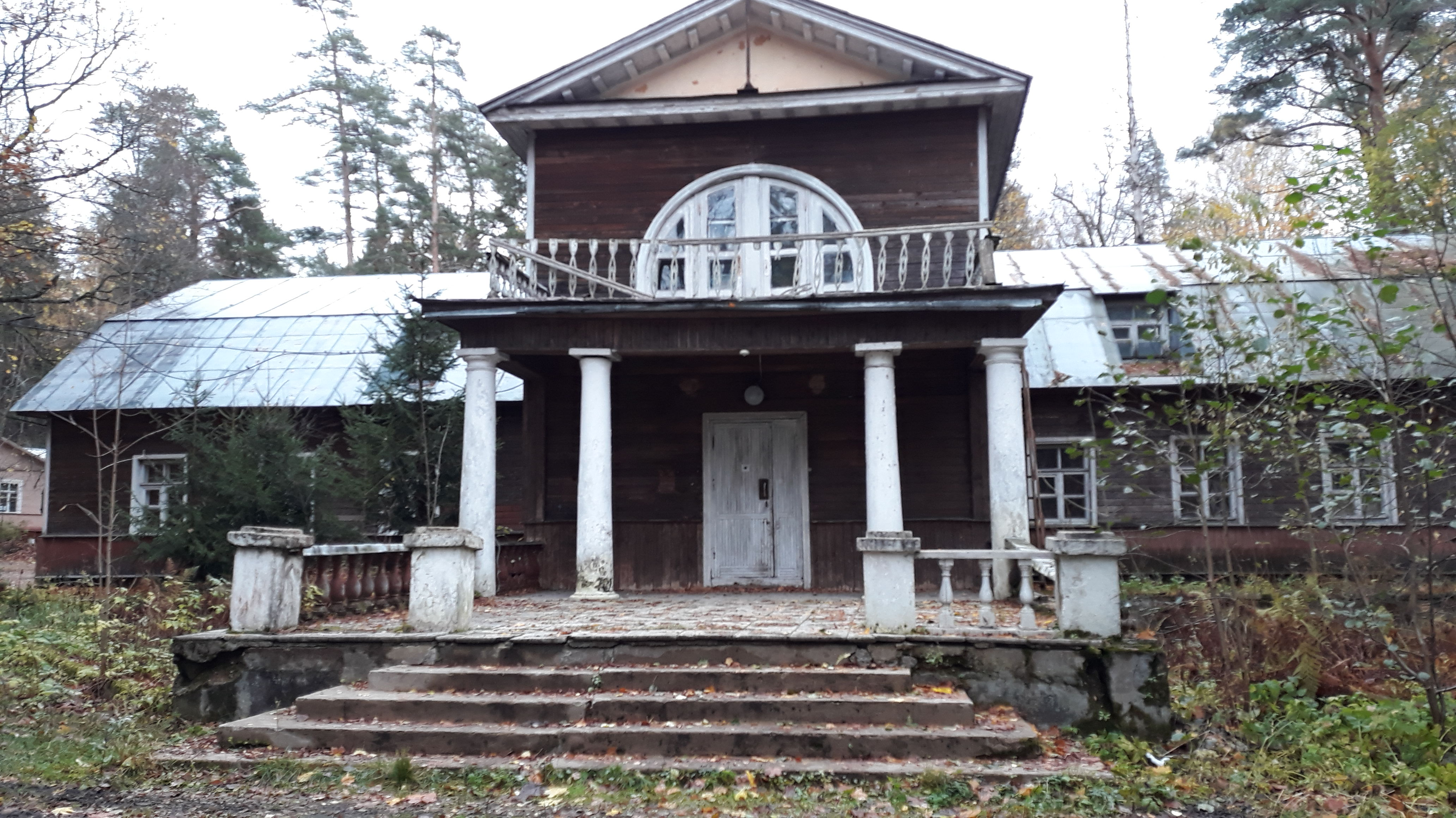
Vila Ajnola (rok 2020)
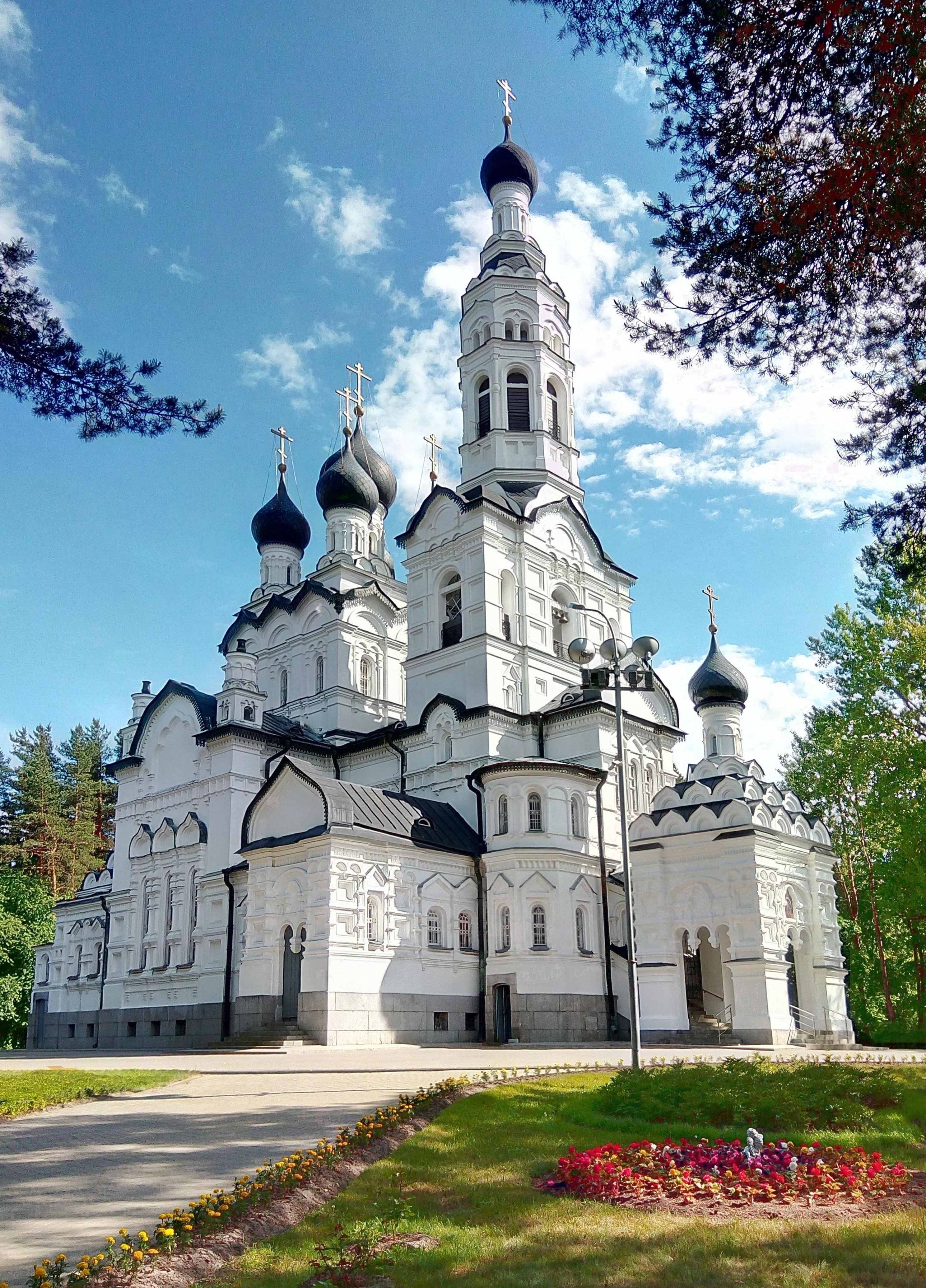
Pravoslavný chrám v Zelenogorsku (2018)
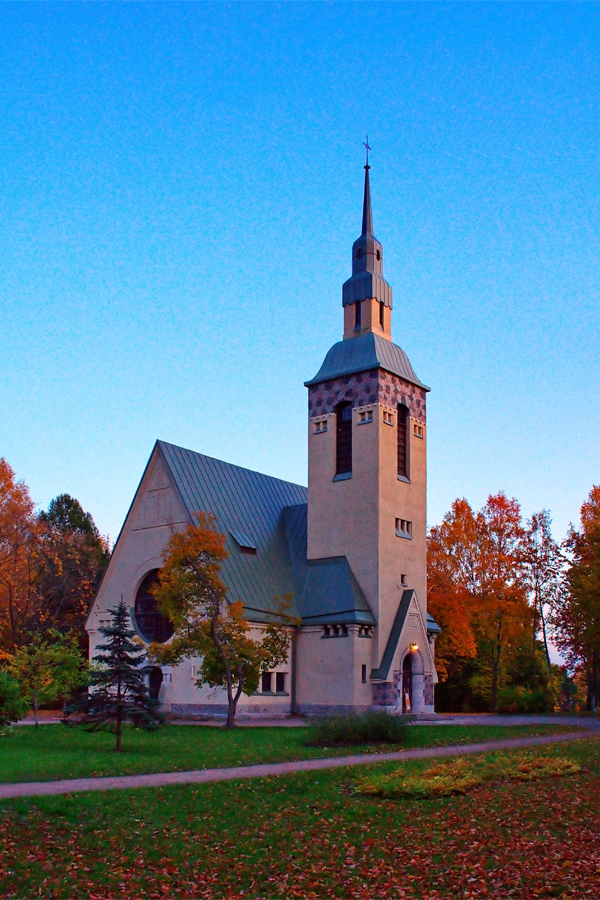
Luteránský kostel v Zelenogorsku
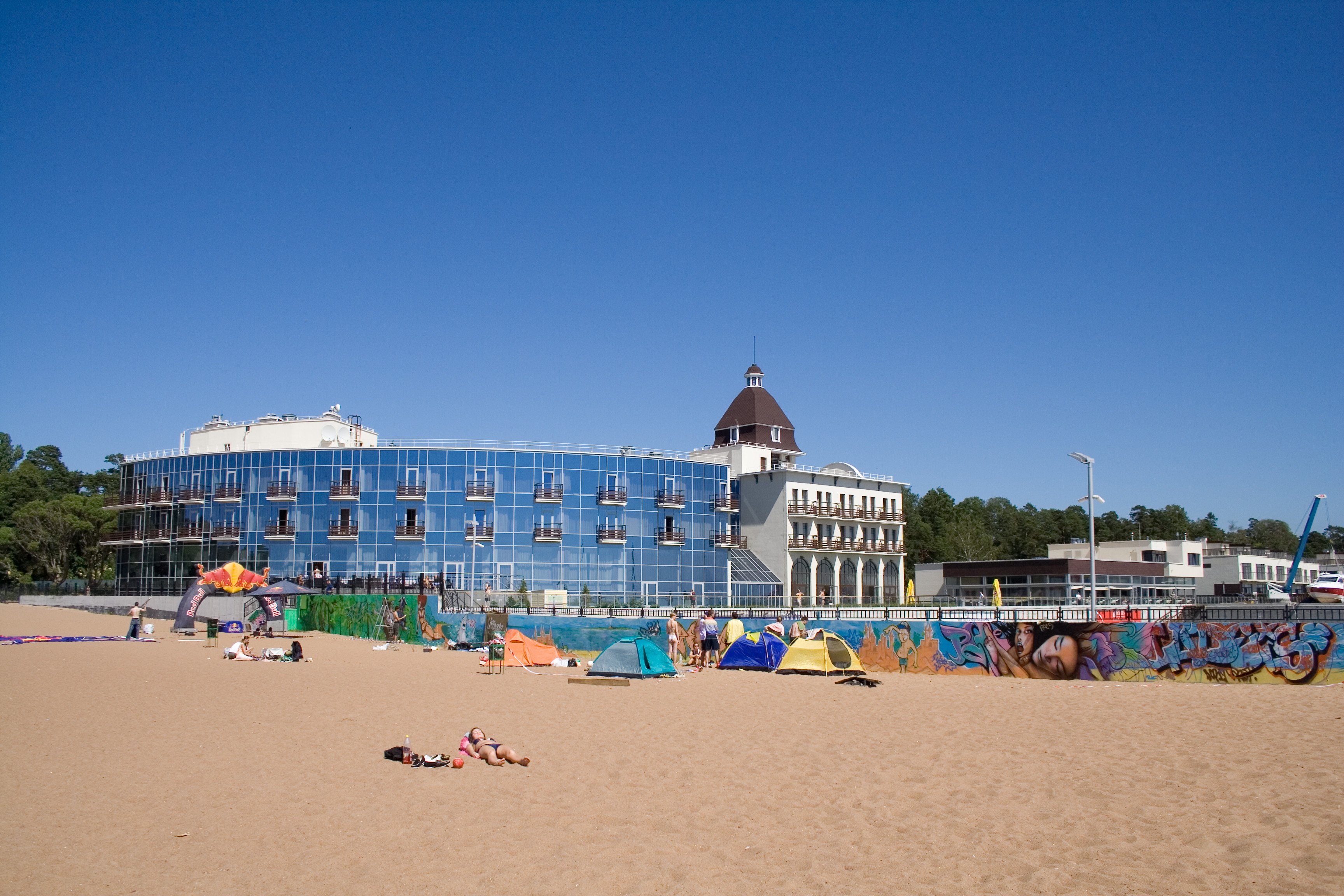
Hotel na pobřeží